# Scientist (musicien)
Pour les articles homonymes, voir Scientist.
Scientist, de son vrai nom Hopeton Brown, est un ingénieur du son et producteur jamaïcain né le 18 avril 1960 à Kingston, actif dans le domaine du dub.

## Biographie
Né sous le nom de Overton Brown en 1960, le jeune Scientist commence sa carrière comme ingénieur du son au Tubby's Studio dans le courant de l’année 1978 après avoir travaillé pour son père qui l’avait embauché en raison de ses capacités techniques à réparer radios et téléviseurs en tout genre.
Petit à petit il devient le protégé de King Tubby, qui reconnaît en lui un style hors du commun après lui avoir permis, après le travail, d'utiliser la table pour « s'amuser »... C’est vers les années 1980 que Henry 'Junjo' Lawes, un des meilleurs producteurs de Reggae music de l’époque, voit ses productions sortir chez le label anglais Greensleeves. Lawes propose de produire un jeune et talentueux chanteur, Barrington Levy, au fameux Tubby's de King Tubby et de faire quelques versions dub remixées par le Scientist.
King Tubby, fier de ce premier essai, s’aperçoit du potentiel musical que l’on peut tirer de la collaboration de deux djs aussi renommés que le sont Prince Jammy et son élève Scientist. Il décide donc de produire pour Greensleeves : Scientist versus Prince Jammy: The Big Showdown, mixé par les deux ingénieurs, sur lequel les Roots Radics jouent.
Par la suite, Scientist produit des albums assez fréquemment, Greensleeves suivant toujours la vague. C’est en 1982 qu’il rejoint les Channel One Studios où il apprend notamment à enregistrer live. Malheureusement, vers le milieu des années 1980, peu de producteurs prennent le risque de continuer à investir dans la musique dub au profit des jeunes toasters qui viennent clasher les dancehalls jamaïcains. Vers la fin des années 1980, il part pour New York afin de poursuivre sa carrière en tant que producteur. Il réside aujourd'hui à San Francisco et produit toujours ; il tourne parfois avec Mad Professor ou encore Zion Train ou Iration Steppas (Angleterre).

## Discographie (incomplète) (1980-2006)
- 1980 - Introducing Scientist The Best Dub Album in the World
- 1980 - Heavyweight Dub Champion
- 1981 - Scientist Meets the Space Invaders
- 1981 - Scientific Dub
- 1981 - Rids The World of The Evil Curse of The Vampires
- 1981 - Meets the Roots Radics
- 1982 - Scientist Wins the World Cup
- 1982 - Scientist Encounters Pac-Man
- 1987 - King Of Dub
- 2002 - Scientist at King Tubbys
- 2003 - RAS Portraits (RAS Records)
- 2006 - Dub from the ghetto (RAS Records)
- 2006 - Dub 911
- 2010 - Scientist Launches Dubstep Into Outer Space
- 2014 - Repatriation Dub
- 2014 - Scientist Meets Nightshade
- 2016 - The Untouchable